# Кучера Михайло Петрович
Михайло Петрович Кучера (21 листопада 1922, с. Березівка Наровлянського району Гомельської області — 4 червня 1999, м. Київ) — український археолог чеського походження, доктор історичних наук, Лауреат Державної премії України, провідний науковий співробітник Інституту археології НАН України. Фахівець в галузі досліджень давньоруських городищ, оборонних споруд, фортифікації та військової справи Південної Русі.

## Біографія
Після закінчення школи, у липні 1941 року, призваний до лав Червоної Армії. Під час війни брав участь у боях Західного, Брянського та II Білоруського фронтів на території Росії, Білорусі, Польщі. Бойові нагороди (1943—1945 рр.): Орден Червоної Зірки, 9 медалей («За бойові заслуги», «За оборону Москви», «За визволення Варшави», «За перемогу у Великій Вітчизняній Війні»), в тому числі 3 медалі Польської Народної Республіки (срібна медаль Медаль «Заслуженим на полі Слави», Медаль «За Варшаву 1939-1945»).
У 1952 році закінчив історичний факультет Київського державного університету ім. Т. Г. Шевченка. По завершенню навчання, того ж року Михайло Кучера вступив до аспірантури Інститут археології АН УРСР, яку закінчив 1955 року. З січня 1956 року по грудень 1965 року працював на посаді молодшого наукового співробітника Інститут археології АН УРСР.
1960 року захистив кандидатську дисертацію «Древній Пліснеськ». З 1966 року переведений на посаду старшого наукового співробітника Інституту археології АН УРСР.
Протягом 1974—1986 років М. П. Кучера очолював відділ польових досліджень Інституту археології АН УРСР. На основі проведених польових досліджень 1988 року захистив докторську дисертацію «Змиевы валы Среднего Поднепровья и их роль в истории Киевской Руси».
З 1990 року М. П. Кучера працював на посаді провідного наукового співробітника-консультанта відділу давньоруської та середньовічної археології Інституту археології НАН України.

## Наукові інтереси
Наукові інтереси вченого були зосереджені на досліджені давньоруських городищ, оборонних споруд, фортифікації та військової справи всіх земель-князівств Південної Русі. Досліджував хронологію та типологію давньоруської та середньовічної кераміки, адміністративний і етнокультурний розвиток племінних об'єднань і давньоруських земель, генезис давньоруської та пізньосередньовічної культури.
Вченим здійснено масштабні польові роботи по дослідженню Змієвих та Траянових валів. Завдяки чому здійснено постановку і блискуче вирішено проблему їх походження, датування, призначення та історичної долі. М. П. Кучера довів, що Змієві вали — це захисні споруди давньоруського часу, а також визначив походження, датування та призначення Траянових валів. Дослідник зробив значний внесок у паспортизацію історико-археологічної спадщини та вдосконалення методів археологічних польових досліджень.

## Польові дослідження
Михайло Петрович протягом 40 років керував археологічними експедиціями з досліджень давньоруських археологічних пам'яток України. Автор 50 наукових звітів.
Упродовж 1953—1954 років провів археологічні розкопки городища поблизу с. Підгірці Львівської області (давньоруський Пліснеськ). До 1960 року — в складі експедицій, що проводили розвідки в зонах затоплення Кременчугського (1957, 1958), Дніпродзержинського (1959) та Канівського (1960) водосховищ. Брав участь в розкопках городища біля хутора Половецького на р. Рось та поселення біля с. Миколаївка. В 1959 р. здійснював розкопки городища біля хутора Миклашевського. Після захисту дисертації аж до 1973 року займався розвідками та розкопками численних укріплених пам'яток. Зокрема біля хутору Кизивер, с. Сокільці, с. Городище, с. Русанів, с. Лище, Ходорівського, Процівського городищ. Здійснив широкомасштабні розвідки на Волині, Лівобережжі та Київщині.
З 1974 року розпочав роботи по дослідженню Змієвих (1974—1988) і Траянових (1988—1990) валів.
З іменем М. П. Кучери пов'язаний й початок вивчення пам'яток козацької доби в часи незалежної України, які до цього носили епізодичний характер. Розкопки 1989—1994 років в Чигирині на місці фортеці XVI—XVII століть і в Суботові на місці споруд садиби Хмельницьких поклали початок систематичному дослідженню археологічних старожитностей вказаного періоду.

## Наукові праці
М. П. Кучера автор 110 наукових праць, зокрема розділів у виданнях:
- Археологія Української РСР, т.3 (К., 1975),
- (рос.)Археология Украинской ССР, т.3 (К., 1986).

Автор 50 наукових звітів про польові дослідження.
- Кучера М. П. Змиевы валы Среднего Поднепровья. — К., 1987. (рос.)
- Кучера М. П. Слов'яно-руські городища VIII—XIII ст. між Саном і Сіверським Дінцем. — К., 1999.
- Кучера М. П. Городища. Селища. Кераміка. Пам'ятки побуту та прикраси. Предмети імпорту. Плісненськ // Археологія Української РСР. — К., 1975.
- Кучера М. П. Переяславское княжество // Древнерусские княжества Х-ХІІІ вв. — М.: Наука, 1975. (рос.)
- Кучера М. П. Поселения Среднего Поднепровья. Городища. Селища (Общие сведения) // Древнерусские поселения Среднего Поднепровья. — К., 1984. (рос.)
- Кучера М. П. Переяславль, Плесенск, Воинь, Городища. Керамика // Археология УССР. — К., 1986. (рос.)
- Кучера М. П. Древній Пліснеськ. — АП УРСР. — 1962. — Т.12. — С.3-56.
- Кучера М. П. Середньовічне городище біля с. Сокільці на Південному Бузі // Археологія. — 1965. — Т. 19. — С. 201-214.
- Кучера М. П. Про одну групу середньовічної кераміки на території УРСР // Слов'яно-руські старожитності. — К., 1969. — С. 174-181.
- Кучера М. П. Про один конструктивний тип древньоруських укріплень в Середньому Подніпров'ї // Археологія. — 1969. — Т. 22. — С. 180-195. (рос.)
- Кучера М. П. Исследование городищ на Волыни и Подолии // Археологія. — 1979. — № 29. — С. 62-72. (рос.)
- Кучера М. П. Змиевы валы Среднего Поднепровья // Труды V Международного конгресса славянской археологии. — М.: Наука, 1987. — Т.3. — Вып. 1а. — Секция V. Города, их культурные и торговые связи. — С. 125-132. (рос.)
- Кучера М. П. «Траянові» вали Середнього Подністров'я // Археологія. — 1992. — № 4. — C. 43-55.
- Кучера М. П. Подвійно-рядова забудова на давньоруських городищах // Археологія. — 1999 — № 2 — С. 105—110.
- Кучера М. П. Замчище-садиба Б. Хмельницького в Суботові на Черкащині // Археологія і давня історія України. Вип. 1: Проблеми давньоруської та середньовічної археології. — К., 2010. — С. 541-554.